# Marcus Cassius Apronianus
Marcus Cassius Apronianus est consul suffect sous l'empereur Commode en 183-184. Il a été gouverneur de Lycie-Pamphylie, Cilicie et Illyrie-Dalmatie. Il est peut-être le gendre de Dion Chrysostome et sûrement le père de Dion Cassius.

## Biographie
Marcus Cassius Apronianus appartenait à la gens Cassia. Il était sénateur et fut consul suffect sous le règne de l'empereur Commode, sans doute en 183-184.
Il est gouverneur (proconsul) de la province sénatoriale de Lycie-Pamphylie en 180, puis gouverneur (legatus Augusti propraetore) des provinces impériales de Cilicie (182) et de Dalmatie (après 184).
Marcus Cassius Apronianus est le père de Dion Cassius. Des sources d'époque byzantine rapportent que la femme de Cassius Apronianus et mère de Dion Cassius était la fille (ou la sœur) de Dion Chrysostome, mais la chose est contestée par certains auteurs.
C'est probablement lui qui a acheté une villa en Campanie, près de Capoue, dont son fils fit sa résidence quand il était en Italie.